# Моубрей, Джон, 3-й барон Моубрей
Джон (II) де Моубрей (англ. John de Mowbray; 29 ноября 1310 — 4 октября 1361) — 3-й барон Моубрей с 1327), сын Джона (I) де Моубрея, 2-го барона Моубрея, и Алины де Браоз.

## Биография

### Юность
Джон родился 29 ноября 1310 года в Ховингеме (Северный Йоркшир). По линии отца он происходил из знатного дома Моубреев, а его мать была наследницей владений дома Браозов. Его отец, Джон (I) де Моубрей был союзником графа Томаса Ланкастера, двоюродного брата короля Эдуарда II и одного из лидеров баронской оппозиции. В результате конфликта из-за Гоуэра в Уэльсе, наследства жены, с фаворитом Эдуарда II Хью Диспенсером Младшим Джон (I) оказался втянут в баронское восстание против короля и в 1322 году был казнён, а его владения конфискованы.
Джон (II), которому в момент казни отца было 11 лет, вместе с матерью, Алиной де Браоз, ещё 22 февраля 1322 года был заключен в лондонский Тауэр. Конфискованные у его отца владения были розданы приближённым короля. Гоуэр с некоторыми другими владениями 9 июля 1322 года был передан Хью Диспенсеру Младшему. Алина де Браоз, мать Джона, была вынуждена согласиться c потерей Гоуэра, а также отказаться от прав на суссекские владения в пользу Хью Диспенсера Старшего. В обмен она получила свободу. Дисперсер Младший вернул бедфордские маноры Уильяму де Браозу, отцу Алины, но только на время его жизни. Позже Алина утверждала, что Диспенсер воспользовался тем, что её отец был «слаб разумом» и отдал поместье Уитхем в Кенте просто за обещание освободить дочь и внука.
Уже около 1319 года малолетний Джон был женат на Матильде, которая, вероятно, была дочерью сэра Роберта Холланда. В этом году он и его жена Матильда получили от Томаса Ланкастера ряд владений, в том числе Ховингем. Во время восстания 1322 года Роберт Холланд в решающий момент покинул Томаса Ланкастера. Вероятно, именно это послужило причиной развода Джона и Матильды, однако процесс развода, вероятно, был длительным. Чтобы всё уладить, в 1332 году Джон передал Матильде 2 поместья.

### Вступление в наследство
В 1327 году король Эдуард II был свергнут с престола. Его наследник, Эдуард III в январе выпустил Джона из заключения. Хотя Джон ещё считался несовершеннолетним, 22 февраля 1327 года ему была возвращена часть родовых владений; однако остров Эксхольм ещё 3 февраля был передан Джоан, графине Суррей.
Вскоре после получения свободы Джон породнился с королевской семьёй: между 28 февраля и 4 июля 1327 года он женился на Джоан Ланкастерской, дочери графа Генри Ланкастера, брата Томаса Ланкастера, за участие в восстании которого был казнён отец Джона.
Хотя Джон и был восстановлен в правах, ему пришлось потратить много времени на различные тяжбы, чтобы вернуть себе все родовые владения. Алине де Браоз, матери Джона, были возвращены её наследственные владения, однако она передала их под управление второму мужу, сэру Ричарду Пейшелу. Последний сохранил управление этими владениями и после смерти Алины. Все попытки Джона вернуть эти владения окончились неудачей, только после смерти отчима после 1342 года он смог вернуть наследство матери. Кроме того, в 1338 году на Суссекские владения Алины предъявил права её двоюродный брат Томас де Браоз. Окончательно спор был решён только после 1347 года, в итоге победителем вышел Джон. Более серьёзным был спор за Гоуэр, права на который предъявил Томас де Бошан, граф Уорик. После смерти матери в 1331 году Джон был вынужден заплатить 300 фунтов за все её земли, в том числе и Гоуэр. В августе 1332 года он посетил Гоуэр, вероятно, утвердив свой контроль за ним.
Джон Леланд, антиквар XVI века, предположил, что Моубрей восстановил замки Суонси и Ойстермут. Однако его длительные отсутствия в валлийских владениях приводили к тому, что управлять ими Джону было непросто. В 1333 году на его владения был совершён набег, в результате чего были разорены владения его арендаторов, и в парламенте был поднят вопрос о юрисдикции над Гоуэром. В конце концов в 1334 году арендаторы Моубрея постояли за себя, в этом же году барон снова посетил свои валлийские владения. В 1348 году Моубрей подтвердил своим арендаторам их права и законы, свободу от ареста за уголовное преступление и прощение за все вторжения.
В 1354 году граф Уорик вновь предъявил права на Гоуэр, на который его предки неудачно претендовали во время правления Эдуарда I. Его претензии строились на том, что графы Уорик из Ньюбургского дома владели Гоуэром, а права Браозов на него были слабы. Кроме того, Уорик утверждал, что права Моубрея на Гоуэр зависели от пожалования владения Уильямом де Браозом его отцу, однако тот захватил Гоуэр силой, поэтому переход к нему владения был незаконен. Моубрей, очевидно, был неспособен доказать, что дарение Гоуэра имело место. При этом Эдуард III в 1328 году подтвердил права на Гоуэр Алине де Браоз, а в 1343 году Джон как барон Гоуэра сопровождал наследника короля, Эдуарда, недавно сделанного принцем Уэльским. Хотя нет каких-то доказательств, что Эдуард III как-то вмешивался в этот спор, но к 1354 году граф Уорик утвердился как один из главных военачальников в Гаскони, а король пытался внедрить принцип, по которому лорды Валлийской марки подчинялись короне, а не княжеству Уэльса. В итоге Гоуэр оказался под управлением графа Уорика, что оказалось катастрофической потерей для Моубрея: в 1367 году доход графа Уорика от Гоуэра составлял 600 фунтов. И эта потеря способствовала тому, что Моубрей во время всей своей взрослой жизни имел хронические долги. Хотя ряд долгов короне для него был прощён, но в момент смерти он оставался должен короне 2000 фунтов. Кроме того, в 1359 году он признал долг в 10000 фунтов своему шурину, Генри Гросмонту, герцогу Ланкастеру.

### На службе у короля
В течение всей своей жизни Джон оставался верным союзником короля Эдуарда III. В период с 1327 по 1360 годы Моубрей постоянно вызывался в английский парламент, в 1328—1359 годах нередко входил в состав королевского совета. Он регулярно назначался короной для участия в различных судебных комиссиях по разбору уголовных дел. Но в первую очередь его служба была связана с северной Англией. Уже в апреле 1327 года ему было предписано привести людей из Уэльса в Ньюкасл для похода в Шотландию. Большая часть его дальнейшей карьеры была связана с шотландской политикой Эдуарда III, враждовавшего с королями Шотландии из династии Брюсов и всячески поддержившего английских лордов, лишённых Брюсами владений в Шотландии.
В июле 1333 года Моубрей принимал участие в захвате Берика. После недолгого пребывания в Гоуэре в 1334 году он был вынужден вернуться к охране англо-шотландской границы. В 1335 году Моубрей был в Шотландии, в 1336 году ему было предоставлено 2 корабля для похода в Шотландию. В день архангела Михаила 1339 года Моубрею вновь было предписано вернуться в Шотландию, а 15 апреля 1340 года он был назначен хранителем Берика и в течение года вершил правосудие в части Шотландии, занятой англичанами, на что ему было выделено 100 фунтов. Кроме того, у него был отряд из 468 человек. В июле он потребовал себе жалование в 1200 фунтов, сообщив, что «вся страна в войне до ворот города». В 1341 году Моубрею было приказано послать из Йоркшира отряд для помощи Джону Баллиолу.
К 1344 году корона должна была Моубрею более 1600 фунтов. В июле 1346 года он даже пригрозил оставить Берик, если ему не будет выплачена задолженность. Несмотря на это, 17 октября 1346 года Моубрей принял участие в битве при Невиллс-Кроссе, где он храбро бился в третьей линии, за что удостоился похвалы в хронике Ланеркоста. За свои заслуги он получил королевскую благодарность.
Благодаря своему большому опыту в шотландских делах Моубрей был вызван 10 декабря в королевский совет, чтобы обсудить положение в Шотландии, но уже в пасху 1347 года с отрядом в 100 человек вернулся в Шотландию.
С 1351 года Моубрей назначался мирным комиссионером, а в 1352 году командовал специальными уполномоченными, назначенными для защиты побережья Йоркшира, при этом его обязали снарядить туда 30 валлийцев из Гоуэра. В 1355 году он вновь сопровождал короля в Шотландию, где 20 января засвидетельствовал отказ Баллиола от прав на шотландскую корону.
В декабре 1359 года он был сделан мировым судьей в Холланде и Линкольншире, и в феврале 1360 года — специальным уполномоченным в Лестере для Ланкашира, Ноттингемшира, Лестершира, Дербишира и Ратленда.

### Участие в Столетней войне
В начавшейся при Эдуарде III войне с Францией, позже получившей название Столетней, принимал участие и Моубрей, однако степень вовлечённости его в войну гораздо меньше, чем указано в «Хронике» Фруассара, а служба его во Франции достаточно сомнительна. 
Когда в 1337 году началась война, Моубрею было приказано вооружить своих арендаторов в Гоуэре, а в 1338 году он должен был погрузить их на корабль для участия в походе короля во Францию. Но в то же время ему самому было предписано оставаться в своих суссекских владениях из-за опасения перед вторжением французов. С учётом его участия в заседаниях парламента и участия в службах, связанных с Шотландией, он не мог быть во Фландрии в октябре 1339 года.
В ноябре 1342 года Моубрею было приказано подготовить эскорт для участия в войне в Бретани. Хотя Фруассар и сообщает о его присутствии в осаде Нанта, но сомнительно, что Моубрей отправился в Бретань, поскольку из-за заключённого перемирия в Малеструа 6 февраля отправка подкрепления была отменена. Известие о том, что Моубрей принимал участие в морском сражении при Уинчелси 29 августа 1350 года, есть только у Фруассара.
Фруассар также сообщает, что в 1360 году Моубрей участвовал в сражении около Парижа, однако это сведение противоречит известным назначениям Джона: в декабре 1359 — феврале 1360 года он был в Англии, а 3 апреля 1360 был вызван на заседание парламента, назначенное на 15 мая. Поэтому данное известие не может относиться к нему; возможно, упомянутый хронистом «сеньор де Моубрей» был Джоном (III) де Моубреем, наследником Джона (II). При этом Моубрей был одним из баронов, давших клятву соблюдать заключённое перемирие при Бретиньи.

### Смерть и наследство
Моубрей умер от чумы в Йорке 4 октября 1361 года и был похоронен в францисканской церкви в Бедфорде.
Вторая жена Моубрея, Джоан Ланкастерская, умерла в 1345 или около 1349 года. От неё у Джона было 2 дочери и сын, Джон (III), ставший его наследником. Не позднее 1353 года Моубрей женился третий раз — на Элизабет де Вер, дочери Джона де Вера, 7-го графа Оксфорда, вдове Хью де Куртене Младшего, наследника графа Девона. Этот брак был бездетным. Элизабет пережила мужа, после его смерти вышла замуж в третий раз и умерла в 1375 году.
Несмотря на то, что Моубрей верно служил королю, он не получил от этого большого вознаграждения, его личное состояние менялось в зависимости от милости или немилости короля. 
Джон предоставил право на траты своим арендаторам в Эксхольме; момент подписания этого документа был изображён на витраже в церкви в Хэксей. Этот витраж просуществовал до 1626 года, после чего был уничтожен во время беспорядков.
Наследовал Моубрею его единственный сын, Джон (III).

## Семья

### Брак и дети
1-я жена: ранее 1319 года (развод) Матильда, возможно дочь сэра Роберта Холланда. Детей от этого брака не было.
2-я жена: между 28 февраля и 4 июля 1327 года Джоан Ланкастерская (ок. 1312 — 7 июля 1345 или ок. 1349), дочь Генри Плантагенета, 3-го графа Ланкастера, и Матильды Чауорт. Дети:
- Бланка Моубрей (ум. 1409); 1-й муж: Джон Сегрейв (1340 — ранее 1353); 2-й муж: Роберт Бертрам (ум. ок. 1363), барон Бертрам из Ботвела; 3-й муж: Томас Пойнингс (до 19 апреля 1349 — 1375), 2-й барон Пойнингс; 4-й муж: сэр Джон Уорт (ум. 1391); 5-й муж: сэр Джон Уилтшир
- Элеанор Моубрей (ум. до 18 июня 1387); 1-й муж: с 1358 Роджер Ла Варр (1326 — 27 августа 1370), 3-й барон де Ла Варр; 2-й муж: сэр Льюс де Клиффорд (ум. между 17 сентября и 5 декабря 1404)
- Джон (III) де Моубрей (25 июнь 1340 — 1368), 4-й барон Моубрей с 1361, барон Сегрейв (по праву жены) с 1353

3-я жена: ранее 1353 года Элизабет де Вер (ум. август/сентябрь 1375), дочь Джона де Вера, 7-го графа Оксфорда, и Матильды де Бэдлсмир, вдова Хью де Куртене Младшего, наследника графа Девона. Детей от этого брака не было. Не позднее 18 января 1369 она вышла замуж в третий раз — за Джона де Козинтона.